# Zandwater
Het Zandwater (Fries en officieel: Sânwetter), ook wel Binnenwater genoemd, is een meer in de Friese gemeente De Friese Meren (Nederland).

## Beschrijving
Het Zandwater is een zijmeer van het Tjeukemeer (Tsjûkemar) en ligt ten zuiden van de plaats Oldeouwer naast de Uilesprong (Ulesprong).
De Scharsterrijn (Skarster Rien) en de Dijksloot (Dyksleat) monden uit in het Zandwater. Op de plek waar het Scharsterrijn en de Dijksloot samenkomen ligt het Lutke Kruis (Lytse Krús). Tussen het Lutke Kruis en het Zandwater bevindt zich een eilandje.

## Naam
De Topografische Dienst van Kadaster Geo-Informatie vermeldt het meer als Zand- of Binnenwater. De Friese naam Sânwetter geldt sinds 15 maart 2007 als de officiële naam.
De naam Zandwater is ook de oude naam van het Stobbegat in de gemeente Smallingerland.